# Fello Meza
José Rafael Meza Ivancovich (Cartago, 6 de julio de 1920 - 15 de julio de 1988) fue un futbolista costarricense que se desempeñó en la posición de delantero. Su primer equipo fue el Cartaginés y se retiró en el Herediano como campeón nacional.

## Historia
Tan solo tres años luego de su debut, “Fello” Meza emergió como la figura más prominente del cuadro de la Vieja Metrópoli (así se le conoce al Cartaginés) y obtuvo el título de goleador nacional de Costa Rica en 1940 con 13 anotaciones, a pesar de haber jugado únicamente nueve encuentros, debido a una lesión.
Vinieron varias series internacionales al concluir el campeonato, mismas en las que participó, sea defendiendo los colores del Cartaginés o de los otros equipos y combinados nacionales que le pidieron de refuerzo.
Una de esas series fue contra Estudiantes de la Plata de Argentina, al que en tres juegos le anotó cinco goles. Los argentinos quisieron contratar a “Fello” inmediatamente, pero la dirigencia del fútbol nacional lo declaró intransferible en virtud que estaba por jugarse el Ier Campeonato Centroamericano y del Caribe de Fútbol.
En ese certamen tuvo una destacada participación que llevó a Costa Rica al título en forma invicta.
Ese papel catapultó a Meza al fútbol internacional, pretendido por equipos como el América de México, pero fue finalmente el Moctezuma de Orizaba también de México quien se haría de sus servicios por 200 dólares mensuales. Partió el 22 de junio de 1941, un día después de contraer nupcias con Lydia Montoya.
En su debut en tierras aztecas fue campeón goleador con 21 tantos en 12 partidos, para luego viajar al sur, rumbo a Argentina en octubre de 1942, contratado por Estudiantes de la Plata. Ahí permaneció dos temporadas alcanzando de nuevo grandes elogios al convertir 18 y 15 anotaciones en 1942-43 y 1943-44 respectivamente.
En 1944 “Fello” regresa a Costa Rica pero parte de nuevo hacia México contratado por el Moctezuma, con el cual logra en 1945 otros 21 goles.
La temporada siguiente pasó al Atlante, que pagó 10 mil dólares por su ficha, una cifra muy alta en esa época. Con los ¨Potros¨ alcanzaría el campeonato mexicano en la temporada 1946-47, y 35,36 y 32 goles en las tres temporadas con los azulgranas.
En 1949 retornó al Moctezuma por unos meses. Ahí consiguió otros 19 goles y finalizó su experiencia en México con una alta producción de 163 goles.
Ese mismo año “Fello” regresó a Costa Rica. Tras un breve descanso partió a Colombia a jugar la temporada 1950-1951 con la Universidad de Bogotá donde se lesionó la rótula. Solo pudo actuar en 8 juegos para una producción de 8 goles.
Esa lesión le obliga a regresar a Costa Rica, donde estuvo en recuperación durante seis meses. Se incorporó luego al Cartaginés donde cumplió una doble función como jugador y entrenador, experiencia que ya le había sido encomendada en su segunda etapa con el Moctezuma.
En 1953 "Fello" viajó a Honduras donde cumplió en dos etapas su última experiencia internacional haciéndolas también de jugador y entrenador en el equipo Aduana de Tela, esto se dio cuando ya había renovado con el equipo blanquiazul razón por la cual la Directiva del Cartaginés acordó la expulsión del jugador por cinco años.(http://www.teletica.com/Noticias/16639-Hoy-8-de-julio.note.aspx (enlace roto disponible en Internet Archive; véase el historial, la primera versión y la última).)
“Fello” puso fin a su exitosa y memorable carrera con el Club Sport Herediano, equipo con el que jugó y ganó el campeonato de 1955-1956. Jugó su último partido contra el Rapid de Viena, uno de los principales equipos de Europa en esta década. 
Meza, falleció el 15 de junio de 1988. Como homenaje a la grandeza de este jugador, el Club Sport Cartaginés bautiza su estadio con el nombre de José Rafael ¨Fello¨ Meza Ivancovich el 2 de agosto de 1973, durante una triangular internacional en la que participaron el Liverpool de Uruguay, Herediano y el C.S.Cartaginés.
José Rafael Meza Ivancovich es considerado, junto con Alejandro Morera Soto, como el jugador más grande de la historia del fútbol costarricense.

## Equipos
| Club                    | País       | Año         |
| ----------------------- | ---------- | ----------- |
| C.S Cartaginés          | Costa Rica | 1937 - 1940 |
| Moctezuma               | México     | 1941        |
| Estudiantes de la Plata | Argentina  | 1942 - 1944 |
| Moctezuma               | México     | 1944        |
| C.F Atlante             | México     | 1945 - 1948 |
| Moctezuma               | México     | 1949        |
| Universidad de Bogotá   | Colombia   | 1950        |
| C.S Cartaginés          | Costa Rica | 1951 - 1952 |
| C.S Cartaginés          | Costa Rica | 1954        |
| C.S Herediano           | Costa Rica | 1955 - 1957 |

## Palmarés

### Como jugador

#### Títulos nacionales
| Título                         | Equipo          | País       | Año  |
| ------------------------------ | --------------- | ---------- | ---- |
| Primera División de Costa Rica | C.S. Cartaginés | Costa Rica | 1940 |
| Primera División de México     | C.F. Atlante    | México     | 1947 |
| Primera División de Costa Rica | C.S. Herediano  | Costa Rica | 1955 |

### Títulos internacionales
| Título                                            | Equipo     | Sede       | Año  |
| ------------------------------------------------- | ---------- | ---------- | ---- |
| Campeonato Centroamericano y del Caribe de Fútbol | Costa Rica | Costa Rica | 1941 |

### Como entrenador

#### Títulos nacionales
| Título                       | Equipo         | País       | Año  |
| ---------------------------- | -------------- | ---------- | ---- |
| Torneo de Copa de Costa Rica | Turrialba F.C. | Costa Rica | 1965 |

### Distinciones individuales
- Campeón goleador con el Club Sport Cartaginés 1940.
- Campeón goleador con el Moctezuma 1941.
- Campeón goleador primer Campeonato Centroamericano y del Caribe en 1941 con la Selección Nacional de Costa Rica.
- Subcampeón goleador con el Club de Fútbol Atlante en 1945- 1946 y 1947- 1948.

## Equipos como Técnico
| Club                | País       | Año |
| ------------------- | ---------- | --- |
| C.S Cartaginés      | Costa Rica | ?   |
| C.S Herediano       | Costa Rica | ?   |
| Limón F.C           | Costa Rica | ?   |
| Municipal Turrialba | Costa Rica | ?   |
| A.D San Carlos      | Costa Rica | ?   |
| Moctezuma           | México     | ?   |
| Aduana de Tela      | Honduras   | ?   |

### Segunda División
- Golfito
- Municipal Pérez Zeledón
- Municipal Puntarenas
- Paraíso Total

## Hazañas destacables
Tiene un récord seguramente no igualado por ningún futbolista ganó tres títulos de goleo en quince meses (1941), en tres diferentes torneos, con tres diferentes equipos.
Fue campeón goleador con el Club Sport Cartaginés (CSC), en el Campeonato Nacional de 1940 que terminó en enero de 1941, luego en abril, de ese mismo año, fue campeón goleador en el primer Campeonato Centoamericano y del Caribe, con la Selección Nacional de Costa Rica en 1941. 
También se consagró campeón goleador con el Moctezuma de México, en el Campeonato mexicano ese mismo año.